# Districte de Tábor
El districte de Tábor - (txec) Okres Tábor - és un districte de la regió de Bohèmia Meridional, a la República Txeca. La capital és Tábor.

## Llista de municipis
Balkova Lhota -
Bechyně -
Bečice -
Běleč -
Borkovice -
Borotín -
Bradáčov -
Březnice -
Budislav -
Černýšovice -
Chotěmice -
Chotoviny -
Choustník -
Chrbonín -
Chýnov -
Dírná -
Dlouhá Lhota -
Dobronice u Bechyně -
Dolní Hořice -
Dolní Hrachovice -
Dráchov -
Drahov -
Dražice -
Dražičky -
Drhovice -
Haškovcova Lhota -
Hlasivo -
Hlavatce -
Hodětín -
Hodonice -
Jedlany -
Jistebnice -
Katov -
Klenovice -
Komárov -
Košice -
Košín -
Krátošice -
Krtov -
Libějice -
Lom -
Malšice -
Mažice -
Meziříčí -
Mezná -
Mladá Vožice -
Mlýny -
Myslkovice -
Nadějkov -
Nasavrky -
Nemyšl -
Nová Ves u Chýnova -
Nová Ves u Mladé Vožice -
Oldřichov -
Opařany -
Planá nad Lužnicí -
Pohnánec -
Pohnání -
Pojbuky -
Přehořov -
Psárov -
Radenín -
Radětice -
Radimovice u Tábora -
Radimovice u Želče -
Radkov -
Rataje -
Ratibořské Hory -
Řemíčov -
Řepeč -
Řípec -
Rodná -
Roudná -
Šebířov -
Sedlečko u Soběslavě -
Sezimovo Ústí -
Skalice -
Skopytce -
Skrýchov u Malšic -
Slapsko -
Slapy -
Smilovy Hory -
Soběslav -
Stádlec -
Sudoměřice u Bechyně -
Sudoměřice u Tábora -
Sviny -
Svrabov -
Tábor -
Třebějice -
Tučapy -
Turovec -
Ústrašice -
Val -
Vesce -
Veselí nad Lužnicí -
Vilice -
Vlastiboř -
Vlčeves -
Vlkov -
Vodice -
Zadní Střítež -
Záhoří -
Zálší -
Želeč -
Zhoř u Mladé Vožice -
Zhoř u Tábora -
Žíšov
Zlukov -
Zvěrotice